# جمال روبرتسون
جمال روبرتسون (بالإنجليزية: Jamal Robertson)‏ هو لاعب كرة قدم أمريكية ولاعب كرة القدم الكندية أمريكي، ولد في 10 يناير 1977 في واشنطن العاصمة في الولايات المتحدة.

## وصلات خارجية
- جمال روبرتسون على موقع مرجع كرة القدم المحترفة.كوم (الإنجليزية)
- جمال روبرتسون على موقع JustSportsStats.com (الإنجليزية)